# 7419-es mellékút (Magyarország)
A 7419-es számú mellékút egy aránylag rövid, kevesebb, mint három kilométeres hosszúságú, ennek ellenére négy számjegyű országos közút Zala vármegyében. Csesztreg számára biztosít összeköttetést a 86-os főúttal.

## Nyomvonala
A 86-os főútból ágazik ki, annak 16,350-es kilométerszelvényénél, Zalabaksa belterületén. Nyugat felé indul, Petőfi út néven, de alig száz méter után már ki is lép a település házai közül. Kicsivel első kilométerének megtétele után érkezik Csesztreg határához, itt délnyugatnak fordul. A 2,050-es kilométerszelvényénél keresztezi a Kerka folyását, ott ismét nyugati irányt vesz. Utolsó szakaszán a Dózsa György utca nevet viseli, így ér véget, beletorkollva a 7416-os útba, annak 11,250-es kilométerszelvénye közelében.
Teljes hossza, az országos közutak térképes nyilvántartását szolgáló kira.gov.hu adatbázisa szerint 2,945 kilométer.